# Flabellophora nana
Flabellophora nana är en svampart som beskrevs av Corner 1987. Flabellophora nana ingår i släktet Flabellophora och familjen Polyporaceae.   Inga underarter finns listade i Catalogue of Life.